# یواس‌اس سی-۲ (اس‌اس-۱۳)
یواس‌اس سی-۲ (اس‌اس-۱۳) (به انگلیسی: USS C-2 (SS-13)) یک زیردریایی بود که طول آن ۱۰۵ فوت ۴ اینچ (۳۲٫۱۱ متر) بود. این زیردریایی در سال ۱۹۰۹ ساخته شد.